# 벅스봇 이그니션
《벅스봇 이그니션》(영어: Bugsbot Ignition)은 곤충로봇 배틀을 장르로 한 대한민국의 텔레비전 애니메이션으로, 2019년 7월 9일부터 8월 6일까지는 매주 화요일 오후 8시에 방영했으며, 같은 해 8월 12일부터 2020년 1월 6일까지 매주 월요일 오후 5시 30분에 방영했었다. 스핀오프(G)는 2020년 9월 29일부터 2021년 1월 5일까지 방영되었다.

## 방송 일시
| 방송 채널    | 방송일                           | 방송 시간 |
| ------------ | -------------------------------- | --------- |
| 투니버스     | 2019년 7월 9일 ~ 8월 6일         | 종료      |
| 투니버스     | 2019년 8월 12일 ~ 2020년 1월 6일 | 종료      |
| 카툰네트워크 | 2020년 9월 29일 ~ 2021년 1월 5일 | 종료      |

### 그 외의 방송사
JEI재능TV, 카툰네트워크 코리아,
대교어린이TV, KBS키즈, 애니박스, 애니원,
챔프TV, 애니맥스, MBC, TV조선

## 줄거리
- 벅스봇 이그니션

숲을 지키기 위한 장수풍뎅이족과 사슴벌레족의 전쟁!
강력한 뿔파워로 승부를 뒤집어라!
어느 날 원인 불명의 바이러스가 숲에 퍼진다. 숲을 치료하려는 장수풍뎅이족과 반대로 숲을 불태우려는 사슴벌레족은 전쟁을 하게 되고, 전쟁에서 이기기 위해 인간들과 벅스 버디 계약을 맺는다. 벅스 버디와 함께 숲의 에너지인 '에코라'가 결정화된 코인을 사용하며 듀얼을 하는 벅스봇들. 곤충의 힘인 버그 코인, 5대 원소의 힘인 엘리멘탈 코인, 정령을 소환하는 스피릿 카이저 서먼 코인,카이저 서먼 코인의 스킬을 사용해 배틀 필드에서 싸운다.
- 스핀오프(G)

주인공 지우가 게임 차원속으로 들어가 바이러스의 감염된 시즌1 기존 벅스봇들을 이겨 어떤 세계를 정화 시키는 내용으로 성공하면 자신과 싸운 벅스봇이 카드에 저장되고 실패한다면 자신의 벅스봇이 카드에 저장된다. 모든 미션을 클리어 하는 스토리

## 등장인물

### 인간
- 강마루

장수풍뎅이족의 새로운 희망으로 선택된 주인공으로 항상 긍정적이고 활발한 초등학생 4학년이며 도시에서 살지만 자연을 좋아한다. 카로스와 벅스버디를 맺은 후 장수풍뎅이족을 도와 숲을 지키기 위해 싸운다.
- 한가람

마루의 소꿉친구이자 라이벌이며 마루보다 차분하고 이성적이며 아라를 짝사랑하고 있다. 사슴벌레족 미노스의 벅스버디지만 숲을 지키기 위해 장수풍뎅이족의 편에서 싸운다.
- 고아라

마루, 가람과 같은 학교 친구로 밝고 활발하며 가끔은 어른스러운 모습을 보이기도 하는 초등학생이다. 인간세계에서는 평범한 소녀지만 벅스봇 세계에서는 벅스봇을 돕고 나무를 정화하는 에코라 성녀이다.
- 신보라

마루와 어릴적부터 친한 이웃 누나이자 초등학교 6학년으로 동생인 보배를 소중히 아끼며 담대하고 털털한 성격을 지니고 있다.
- 노아

보라의 친구이자 마루일행의 동료로 싸움의 포기를 싫어하며 우직하고 정의로운 성격을 지녔다.
- 카이

사슴벌레족의 인간 리더로 냉정하고 이성적인 성격을 가졌지만 사실 어릴 적부터 몸이 약했으며 듀얼을 잘못한다. 사천왕들의 임무 실패를 절대 용납하지 않으며 사슴벌레족을 전쟁에서 승리로 이끌려고 노력하고 있다.
- 시온

과거 벅스버디가 금지가 된 원인을 제공한 과학자로 사슴벌레족 벅스버디를 늘리기 위해 아라를 납치한 장본인이다. 코인을 개조하거나 만들어내지만 매번 실수를 하고 주인공에게 지고 만다.
- 푸르키르

사슴벌레족의 사천왕으로 야비하고 욕심이 많다. 시온보다 자신의 듀얼 실력이 월등하다 생각하며, 비교당하는 것에 자존심 상해 한다.
- 쉐도우

사슴벌레족의 사천왕으로 복면을 쓴 중2병의 허당끼가 제일 많다.
- 하은

사슴벌레족의 사천왕이자 홍일점으로 부잣집에서 귀여움을 받으면서 자랐다. 가람이를 짝사랑하며 성숙하고 질투심이 강하다.
- 지우

???.

### 벅스봇
- 카로스

마루의 벅스버디로 거침없고 용감하며 장수풍뎅이족을 승리로 이끌기 위해 노력하고 있다. 평소에는 마루와 티격태격하지만 듀얼을 할 때는 마루를 믿고 의지하며 사실 마루를 굉장히 아낀다.
- 무타

시온의 벅스버디로 사슴벌레 일족을 위해 싸우고 다니는 백전백승의 용사이다. 시온과 함께 숲을 불태우고 전쟁에서 승리하기 위해 노력한다.
- 헤라클레스

아라의 벅스버디로 장수풍뎅이족 장로의 손자이다. 훈련을 받다가 힘들다는 이유로 도망간 바람에 마을에서 쫓겨났다. 겁이 많아 인간을 무서워하지만 아라가 위기에 처하면 용기를 내어 맞선다.
- 미노스

가람이의 벅스버디로 독특한 말투를 쓰고다니며 더 강해지기 위해 사슴벌레족 마을을 나온 방랑자이다. 랩을 하는듯한 말투와 특유의 낙천적이고 가벼운 성격 때문에 그의 속마음을 알 수 없다.
- 기라파

푸르키르의 벅스버디로 얄미운 성격에 탐욕스러운 사슴벌레족 벅스봇이다. 위로 올라가기 위해 수단과 방법을 가리지 않으며 푸르키르와 합이 잘 맞는다.
- 코카서스

보라의 벅스버디로 쾌활하고 듀얼을 좋아하며 공격적인 성격때문에 장수풍뎅이족의 문제아로 불리고 있다.
- 멜리아스

쉐도우의 벅스버디로 평소에 감성을 잘 드러내지 않지만 카이에 대한 충성심이 높으며 쉐도우의 중2병스러운 말을 통역해주는 역할을 한다.
- 람프리마

하은의 벅스버디로 사슴벌레족 중에서 두뇌파로 엘리트지만 힘이 약하고 작은 턱에 대한 콤플렉스를 가졌다.
- 켄타우로스

노아의 벅스버디로 힘이 강하고 고집이 세며 우직한 성격을 가졌다.
- 수마트라

카이의 벅스버디이지만 원래는 시온의 벅스버디였다.
사슴벌레족중 가장 잔인한 벅스봇으로 전쟁결투보다는 적을 무너트리는 것을 좋아한다. 사슴벌레일족의 보스였으나 잔인한 성격 때문에 현재 카이의 수면 코인으로 잠들어있다.

## 목소리 출연
- 김채하: 강마루
- 구자형: 카로스
- 김율: 한가람
- 홍범기: 미노스, 쉐도우 아버지
- 김가령: 고아라
- 양정화: 헤라클레스, 멜리아스
- 유영: 신보라
- 김다올: 켄타우로스, 미노스, 담임
- 신용우: 시온
- 안장혁: 무타, 전갈
- 강호철: 카이, 기라파
- 이호산: 푸르키르, 코카서스
- 최승훈: 쉐도우
- 이인성: 장수풍뎅이족의 장로
- 홍승효: 수마트라, 장수풍뎅이 B
- 강새봄: 하은, 어린 노아
- 이상호: 진구
- 강성우: 노아, 장수풍뎅이 A
- 김도희: 보배, 노아 엄마
- 박시윤: 리포터, 람프리마
- 소연: 시우
- 이규창: 아틀라스
- 최한: 루카누스
- 윤승희: 오커스
- 전태열: 누비스

## 스태프
- 책임총괄: 김영욱
- 기획: 정현, 신동식, 신상훈
- 원작: COCKTAIL MEDIA
- 총감독: 김천수
- 투자기획: 정찬경, 정찬원, 손민선
- 책임 프로듀서: 최재혁, 김창우
- 기획 프로듀서: 우에타 모토키, 김창우
- 기획 코디네이터: 김민정, 조홍희
- 시나리오: 우다가와 타카히로
- 시나리오 번역: 서명주, 김민정
- 제작 프로듀서: 정용갑, 심병진
- 프리 프로 프로듀서: 황정현
- 프리 프로 제작 진행: 박정화
- 메인 제작 진행: 심병진, 정용갑
- 스토리보드/감수: 김천수
- 메인캐릭터디자인: 이현정
- 소품/서브캐릭터디자인: 최현식, 김지희, 안유선
- 배경감독: 강승찬
- 배경디자인/배경보드: 한대건, 이소올
- 색설계: 이유진
- 벅스봇 설계 디자인: 호리이 토시유키, 엔도 케이
- 촬영 코디네이터: 오창민
- 촬영: 김춘남, 임민수, 임석호, 김기태
- 3D 모델링/리깅: 베히드 VAHID BARZEGAR
- 3D 라이팅 / 렌더링: 김문기, 정종진
- 3D 감독: 김문기, 이석범
- 3D 애니메이션: 김흥균, 베히드
- 메인 제작 프로덕션: COCKTAIL MEDIA
- 애니메이션감독: 오두형, 김종근
- 총원화작화감독: 김기풍
- 원화작화감독: 김기풍
- 2원화: 이찬주, 황미영
- 동화작감: 최윤희
- 동화: 강승연, 김말남, 김문숙, 유정임, 김미숙, 조은선, 백지원
- 색지정: 이유진
- 스캔: 박정아
- 채색: 안미현, 이정숙, 김규동, 박원정, 신현정, 윤정숙
- 배경: 강승찬, 한대건, 이소올
- 제작 협력: BEE-CRAFT, STUDIO EEK, STUDIO FORA, STUDIO NOVA, CIC MEDIA, STUDIO LINE
- 콘텐츠 운영총괄: 강헌주
- 편성: 하나영, 이민순, 조승연, 류조은, 문다솜
- 마케팅: 류지원, 김창우, 황호신, 최주연
- OAP: 김희정, 강은희, 차주현
- 국내배급: 성수희, 구희준, 유혜정
- 해외배급: 김대현, 이영제, 김수아, 이수지, 허화정, 박상호, 이승연, 권용수
- 사업 총괄: 박현일
- 사업 관리: 김호영
- 라이선싱: 조민성, 신연재
- 상품: 현근창, 이명일, 김태완, 유현희
- 상표권 관리: 이상호
- 스타일가이드: 김백준, 공나래, 이수빈, 조영운
- 바주카 제작 총괄: 석종서
- 포스트 감수: 김세광
- 음악감독: 박정식
- 작곡/편곡: 박정식, 진현덕
- 종합편집: 송찬미
- 녹음: 이성주
- 효과/믹싱: 우희도
- 조연출: 이계훈
- 포스트 연출: 신동식
- 제작투자: 피앤아이인베스트먼트(주), Cocktail Media, Company K partners, kth, CJ ENM, 대교인베스트먼트, David Toy & Entertainment
- 기획: Tooniverse
- 제작: Cocktail Media

## 주제가
- 여는 곡 [불꽃처럼]
  - 작사/작곡/편곡/기타: 박정식 / 노래/코러스: 조민옥 / 베이스: 박한진 / 드럼 프로그래밍: 김정호 / 녹음: 김동익 / 믹싱: 김원경 / 마스터링: 정도원(웨이브 스튜디오)
- 닫는 곡 [처음에 그 마음처럼]
  - 작사/작곡/편곡: 박정식 / 노래/코러스: 홍지수 / 기타: 토미김 / 프로그래밍: 박정식 / 녹음: 김동익 / 믹싱: 김원경 / 마스터링: 정도원(웨이브 스튜디오)

## 방영 목록
- AGB 닐슨 미디어리서치

| 회차    | 제목                        | 방송 일자      |
| ------- | --------------------------- | -------------- |
| 1화     | 다른 세계의 숲으로          | 2019년 7월 9일 |
| 2화     | 불꽃 속에서                 | 2019년 7월 9일 |
| 3화     | 장수풍뎅이족 마을을 지켜라! | 7월 16일       |
| 4화     | 가람이 버디!?               | 7월 23일       |
| 5화     | 가람이가 배신을?!           | 7월 30일       |
| 6화     | 전설의 에코라 성녀          | 8월 6일        |
| 7화     | 학교에 나타난 벅스봇!       | 8월 12일       |
| 8화     | 검은 숲과 보라의 비밀!      | 8월 19일       |
| 9화     | 분노하는 헤라클레스!        | 8월 26일       |
| 10화    | 위험에 빠진 보라            | 9월 2일        |
| 11화    | 새로운 사천왕의 등장        | 9월 9일        |
| 12화    | 초대받지 않은 손님?!        | 9월 16일       |
| 13화    | 가람이는 내 거야!           | 9월 23일       |
| 14화    | 전학생 공삼식!              | 10월 14일      |
| 15화    | 새로운 적! 수마트라!        | 10월 21일      |
| 16화    | 새로운 힘을 찾아서!         | 10월 28일      |
| 17화    | 카로스가 이상해?!           | 11월 4일       |
| 18화    | 카로스를 막아라!            | 11월 11일      |
| 19화    | 퓨전 코인 대결!             | 11월 18일      |
| 20화    | 카로스를 지켜라!            | 11월 25일      |
| 21화    | 쉐도우와 노아               | 12월 2일       |
| 22화    | 하은이의 비밀               | 12월 9일       |
| 23화    | 카이의 진심                 | 12월 16일      |
| 24화    | 물러설 수 없는 대결         | 12월 23일      |
| 25화    | 시온을 막아라!              | 12월 30일      |
| 막 26화 | 모두의 마음을 모아!         | 2020년 1월 6일 |

| 회차    | 제목                 | 방송 일자       |
| ------- | -------------------- | --------------- |
| 1화     | 미노스 매칭 편       | 2020년 9월 29일 |
| 2화     | 헤라클레스 매칭 편   | 10월 6일        |
| 3화     | 코카서스 매칭 편     | 10월 13일       |
| 4화     | 수마트라 매칭 편     | 10월 20일       |
| 5화     | 카로스 매칭 편       | 10월 27일       |
| 6화     | 코카서스 매칭 편 (1) | 11월 3일        |
| 7화     | 코카서스 매칭 편 (2) | 11월 10일       |
| 8화     | 무타 매칭 편         | 11월 17일       |
| 9화     | 기라파 매칭 편       | 11월 24일       |
| 10화    | 람프리마 매칭 편     | 12월 1일        |
| 11화    | 켄타우로스 매칭 편   | 12월 8일        |
| 12화    | 기라파 매칭 편 (1)   | 12월 15일       |
| 13화    | 멜리아스 매칭 편     | 12월 22일       |
| 14화    | 맬리아스 매칭 편 (1) | 12월 29일       |
| 막 15화 | 멜리아스 매칭 편 (2) | 2021년 1월 5일  |

## 제품 정보

### 베이직 시리즈
- B-01 카로스
- B-02 무타
- B-03 헤라클레스
- B-04 미노스
- B-05 기라파
- B-06 코카서스
- B-07 멜리아스
- B-08 람프리마
- B-09 켄타우로스
- B-10 수마트라

### 변신 시리즈
- T-01 카로스
- T-02 무타
- T-03 헤라클레스
- T-04 미노스
- T-05 기라파
- T-06 코카서스

### G 시리즈
- G-01 아틀라스 장수풍뎅이
- G-02 톱사슴벌레
- G-03 황제전갈
- G-04 뿔쇠똥구리
- G-05 황금물거미
- G-100 하이퍼G 런처

### 아레나 시리즈
- BB001
- BB002
- BB003 배틀 캐리어
- BB004 배틀 스타디움 확장타입

## 관련 서적
- 서울문화사에서 2019년 11월 기준으로 필름북을 2권(총 8화) 출간했으며, 그 밖에도 스티커북, 색칠북, 종이접기책 등도 나오고 있다.